# كأس الملك السعودي 1981
كأس الملك السعودي 1981 أو ما يعرف باسم كأس جلالة الملك المعظم 1401، هي النسخة الثالثة والعشرون من بطولة كأس خادم الحرمين الشريفين. أقيم النهائي بين فريقي الهلال والنصر على ملعب الملز بمدينة الرياض، وفاز بها نادي النصر بعد تغلبه على نادي الهلال بنتيجة 3-1.

## الملعب
استاد الأمير فيصل بن فهد (الاسم السابق: ملعب رعاية الشباب بالملز) والمعروف اختصاراً بـ ملعب الملز، هي منشاة رياضية سعودية شيد عام 1969م ويقع في عاصمة المملكة العربية السعودية (الرياض) بحي الملز، ويحوي على ملعب كرة قدم يتسع لـ 22.250 متفرج، يحتوي الاستاد حاليا على مقاعد بلاستيكيه من النوع الحديث بعد امر من الاتحاد الآسيوي لكرة القدم. هو أول استاد رياضي دولي بمدينة الرياض وحتى عام 1988 كان يعد الاستاد الأكبر بالعاصمة حتى تم بناء استاد الملك فهد في ذلك العام على طراز ومواصفات عالية، تبرز اهمية هذا الملعب بكونه مستضيف أغلب مباريات الدوري السعودي المقامة بالعاصمة.

## الطريق إلى النهائي
| الهلال | الهلال  | ضد                | النصر    | النصر |
| ------ | ------- | ----------------- | -------- | ----- |
| نتيجة  | المنافس | الجولة            | المنافس  | نتيجة |
| 11–1   | القلعة  | دور 32            | الأمل    | 0–14  |
| 3–1    | الوحدة  | دور 16            | الأهلي   | 0–1   |
| 2–0    | الرياض  | ربع النهائي       | القادسية | 1–5   |
| 2–1    | الاتحاد | الدور نصف النهائي | الاتفاق  | 1–2   |

## تفاصيل المباراة
| الهلال         | 1–3 | النصر                                                 |
| -------------- | --- | ----------------------------------------------------- |
| - ريفيلينو 63' |     | - 24' يوسف خميس - 38' ماجد عبد الله - 68' صالح اليحيى |